# Сакович Адам Матвій
Адам Матвій Сакович гербу Корвін (пом. 1662, Варшава) — шляхтич, підкоморій і староста ошмянський, смоленський воєвода, зять мінського каштеляна Петра Тишкевича. Дружина — Марина. Помер у Варшаві.